# مورتال كومبات: أرماجيدون
مورتال كومبات: أرماجيدون (بالإنجليزية: Mortal Kombat: Armageddon)‏ ، هي لعبة فيديو من نوع ألعاب قتال، أنتجت ميدواي سنة 2006م.

## وصلات خارجية
- Mortal Kombat: Armageddon at موبي جيمز